# Parc d'État de Cunningham Falls
Le parc d'État de Cunningham Falls (en anglais : Cunningham Falls State Park) est une aire protégée américaine dans le comté de Frederick, au Maryland. Ce parc d'État a été créé en 1954 par séparation du Catoctin Mountain Park immédiatement plus au nord. En son sein se trouve le lac Hunting Creek, un lac de barrage à usage récréatif.